# 권리회복설
권리회복설은 취소 소송의 위법한 공권력 행사로 개인의 권리가 침해된 경우에 그 권리의 회복에 목적을 두고 있다는 견해이다.